# An Acoustic Night at the Theatre
An Acoustic Night at the Theatre – akustyczny album koncertowy zespołu Within Temptation.
Album zawiera materiał prezentowany przez zespół podczas Theatre Tour 2008. Zespół zagrał wówczas serię akustycznych koncertów na deskach teatrów w Holandii i Belgii. Intymna atmosfera tych miejsc, potęgowana przez niesamowite efekty audiowizualne obecne w każdym utworze, jest dopasowana do klimatu utworów zespołu.
Na płycie oprócz wokalistki zespołu (Sharon den Adel) usłyszeć można gościnnie wykonawców takich jak: Anneke van Giersbergen, Keith Caputo a także Chris Jones, który wespół z Sharon wykonał singlowy utwór "Utopia", promujący album An Acoustic Night at the Theatre.
Materiał na płytę CD zarejestrowany został 30 października 2008 roku w holenderskim Eindhoven.

## Lista utworów
Opracowano na podstawie materiału źródłowego.
| Nr  | Tytuł utworu                                    | Długość |
| --- | ----------------------------------------------- | ------- |
| 1.  | „Towards the End”                               | 3:27    |
| 2.  | „Stand My Ground”                               | 3:53    |
| 3.  | „Caged”                                         | 5:19    |
| 4.  | „All I Need”                                    | 5:20    |
| 5.  | „Frozen”                                        | 4:31    |
| 6.  | „Somewhere” (gościnnie: Anneke van Giersbergen) | 4:19    |
| 7.  | „The Cross”                                     | 4:57    |
| 8.  | „Pale”                                          | 5:08    |
| 9.  | „What Have You Done” (gościnnie: Keith Caputo)  | 4:33    |
| 10. | „Memories”                                      | 4:00    |
| 11. | „Forgiven”                                      | 4:42    |
| 12. | „Utopia” (gościnnie: Chris Jones)               | 3:49    |
|     |                                                 | 53:58   |

## Listy sprzedaży
| Lista                | Kraj       | Pozycja |
| -------------------- | ---------- | ------- |
| Ö3 Austria Top 40    | Austria    | 38      |
| MegaCharts           | Holandia   | 4       |
| SNEP                 | Francja    | 89      |
| Media Control Charts | Niemcy     | 46      |
| Schweizer Hitparade  | Szwajcaria | 35      |